# Státní svátky Lucemburska
Toto je seznam státních svátků v Lucembursku.
| Datum        | Český název                      | Lucemburský název                                        | Německý název              | Francouzský název  |
| ------------ | -------------------------------- | -------------------------------------------------------- | -------------------------- | ------------------ |
| 1. ledna     | Nový rok                         | Neijoerschdag                                            | Neujahr                    | Jour de l'an       |
| proměnlivé   | Velikonoční pondělí              | Ouschterméindeg                                          | Ostermontag                | Lundi de Pâques    |
| 1. května    | Svátek práce                     | Dag vun der Aarbecht                                     | Tag der Arbeit             | Fête du Travail    |
| proměnlivé   | Svátek Nanebevstoupení Páně      | Christi Himmelfaart                                      | Christi Himmelfahrt        | Ascension          |
| proměnlivé   | Svatodušní pondělí               | Péngschtméindeg                                          | Pfingstmontag              | Lundi de Pentecôte |
| 23. června   | Národní svátek                   | Nationalfeierdag / Groussherzogsgebuertsdag / Gehaansdag | Nationalfeiertag           | Fête nationale     |
| 15. srpna    | Slavnost Nanebevzetí Panny Marie | Léiffrawëschdag / Mariä Himmelfaart                      | Maria Himmelfahrt          | Assomption         |
| 1. listopadu | Slavnost Všech svatých           | Allerhellgen                                             | Allerheiligen              | Toussaint          |
| 25. prosince | První svátek vánoční             | Chrëschtdag                                              | Weihnachten                | Noël               |
| 26. prosince | Svátek svatého Štěpána           | Stiefesdag                                               | Zweiter Weihnachtsfeiertag | St.Etienne         |